# Psophia
Pour les articles homonymes, voir Agami.
Psophiidae
Famille
Genre
Répartition géographique
Psophia, unique représentant de la famille des Psophiidae, est un genre d'oiseaux de l'ordre des Gruiformes. Ces espèces sont communément appelées « agami », terme initialement orthographié « agamy » et d'origine kali'na, une langue caraïbe.

## Description
Les espèces du genre Psophia sont des oiseaux terrestres de taille moyenne (de 45 à 52 cm), au cou assez long ainsi que les pattes. Ils ont le bec court et puissant, et le dos voûté. Ils se rencontrent dans le Nord de l'Amérique du Sud, où ils sont présents dans la forêt tropicale dense. Ils sont réputés très faciles à apprivoiser.

## Liste des espèces
Selon la classification de référence du Congrès ornithologique international (26 mai 2024) :

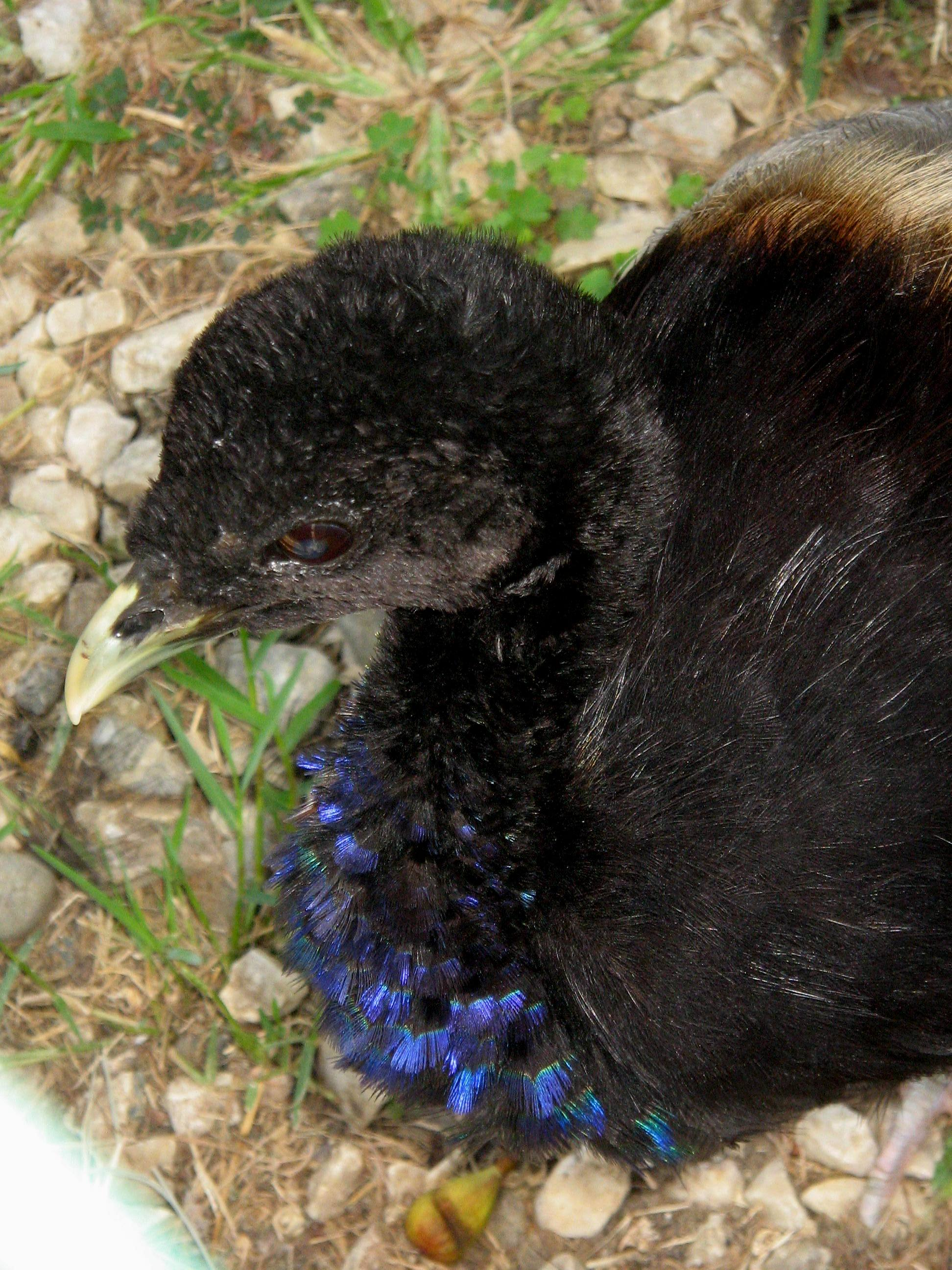
Psophia leucoptera

- Psophia crepitans Linnaeus, 1758 – Agami trompette
- Psophia leucoptera Spix, 1825 – Agami à ailes blanches
- Psophia viridis Spix, 1825 – Agami vert

## Classification
Le nom valide complet (avec auteur) de ce taxon est Psophia Linnaeus, 1758. La famille des Psophiidae a été créée en 1831 par Bonaparte.
Psophia a pour synonymes :
- Psofia S.D.W., 1836
- Psopha Billberg, 1828
- Psophea Fleming, 1822